# Torfowisko Podlaski
Torfowisko Podlaski – torfowisko przejściowe i wysokie zlokalizowane w południowej części Podlasek, przysiółka wsi Osowa, w gminie Hańsk, w powiecie włodawskim (województwo lubelskie), na Pojezierzu Łęczyńsko-Włodawskim, czternaście kilometrów na południe od Włodawy.

## Położenie
Teren torfowiska leży na obszarze Nadleśnictwa Sobibór. Przylega ono od zachodu do drogi wojewódzkiej nr 812 z Chełma do Włodawy, a od wschodu do drogi gminnej z Osowej do Podlasek.

## Melioracja i ochrona przyrody
Podczas prac melioracyjnych przekopano przez teren torfowiska szeroki rów, który jednak z czasem nie był konserwowany i jego znaczenie osuszające malało. Dzięki temu mogły tu się utrzymać zbiorowiska torfowiskowe o wysokim stopniu naturalności, z rzadkimi roślinami torfowisk niskich i wysokich. Nigdy nie doszło do pełnego, uprawowego wykorzystania ziem torfowiska. W latach 90. XX wieku proponowano utworzenie na tym terenie użytku ekologicznego, jednak do takiego rozwiązania nie doszło.

## Przyroda
Obszar otoczony jest przez pola, łąki gospodarcze oraz bory (bagienny, świeży i trzęślicowy). Bory te wykształcone są na glebach bielicowych powstałych z piasków luźnych. W miejscach bardziej podmokłych bielice przykryte są ciemnobrunatną butwiną. Wierzchnie warstwy gleby mają pH równe 3,5-5. Rejon pozostaje pod wpływem kontynentalnych mas powietrza, co ogranicza tutaj występowanie części roślin strefy atlantyckiej.
Torfowisko porośnięte jest roślinami charakterystycznymi dla torfowisk przejściowych z klasy Scheuchzerio-Caricetea fuscae, jak również wysokich, reprezentujących klasę Oxycocco-Sphagnetea. Oprócz tego, a mniejszym zakresie występują tutaj klasy: Nardo-Callunetea, Alnetea glutinosae oraz Vaccinio-Piceetea. Od południowego wschodu teren jest trudno dostępny, podtopiony i najniżej położony. To miejsce po dawnych wyrobiskach torfu, w dużym stopniu pokryte kożuchem torfowo-turzycowym. Glebę tworzą złoża torfu wytworzonego z torfowisk przejściowych oraz wysokich. Poziom wód gruntowych ulega niewielkim wahaniom, nawet w okresach dłuższych suszy. Sprzyja to utrzymywaniu się naturalnej flory. W czasie wilgotniejszych miesięcy woda utrzymuje się na powierzchni torfowiska, natomiast przy ujściu rowu melioracyjnego prawie nigdy nie opada poniżej czterdziestu centymetrów.
Podczas badań z lat 1992-1993 na terenie torfowiska stwierdzono występowanie dziewięciu gatunków wówczas objętych ochroną prawną i sześciu gatunków rzadkich w regionie lubelskim. Do rzadkich i chronionych gatunków tu występujących należą: brzoza niska, wierzba lapońska, widłak jałowcowaty, widłak goździsty, rosiczka okrągłolistna, bagno zwyczajne, grążel żółty oraz grzybienie białe (dwa ostatnie na dawnych wyrobiskach torfowych), modrzewnica pospolita, turzyca strunowa, turzyca bagienna, turzyca obła, przygiełka biała oraz bagnica torfowa.
Na teren torfowiska zachodził łoś (1992). Jest to również ostoja ptactwa błotnego. W latach 1993–1998 badano faunę sówkowatych, m.in. terenu torfowiska.

## Galeria (zdjęcia przykładowe)

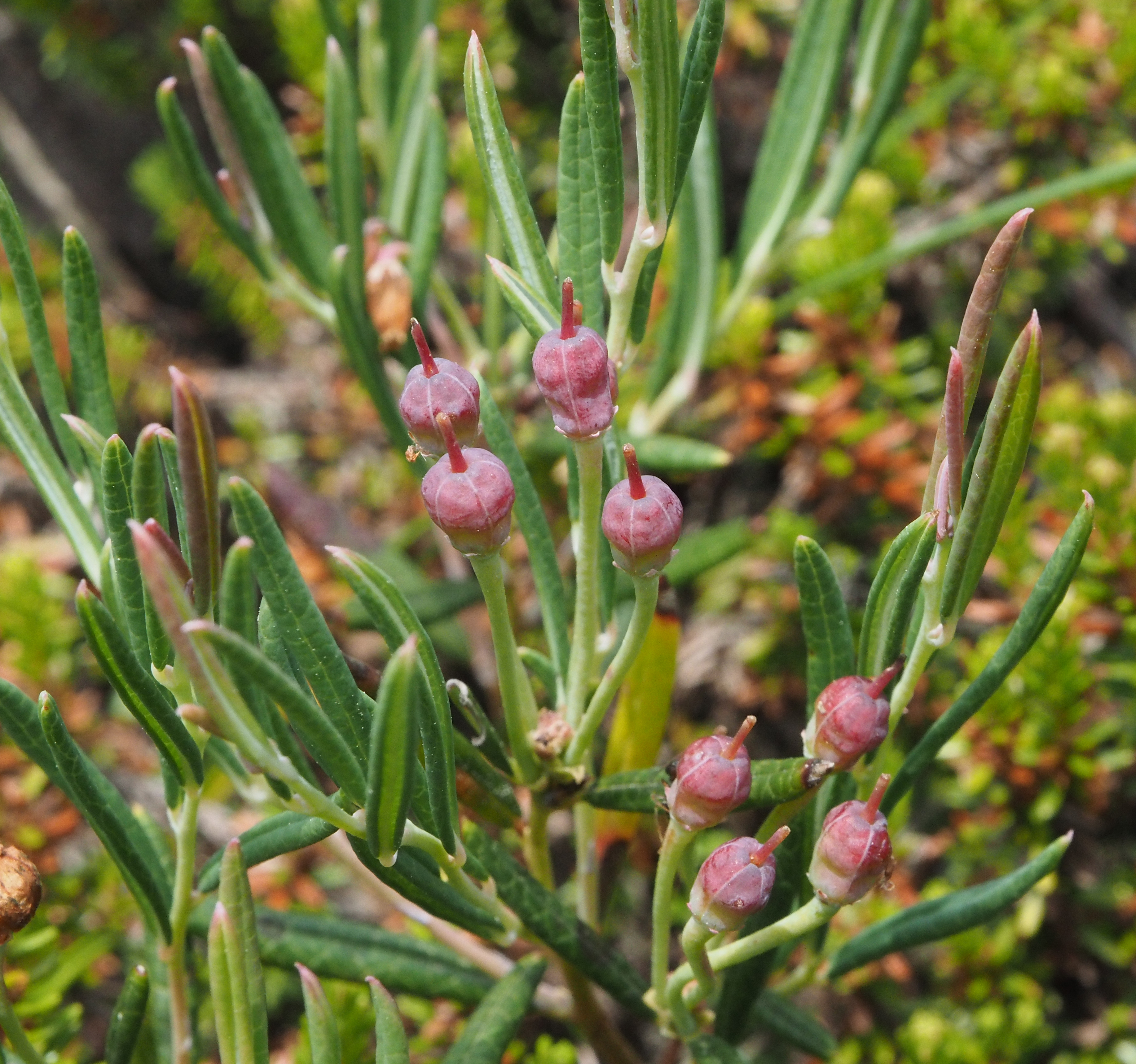
Modrzewnica pospolita
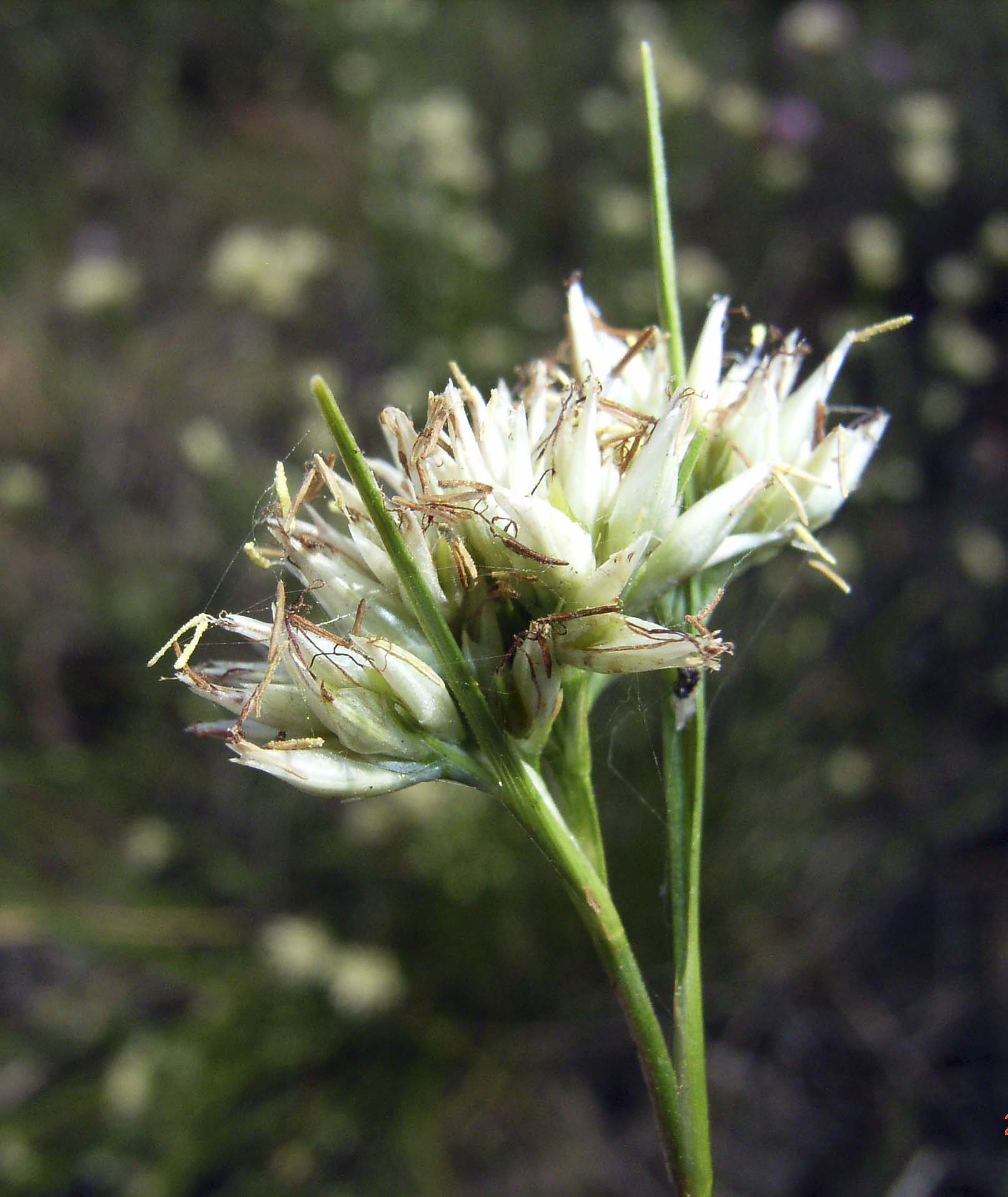
Przygiełka biała
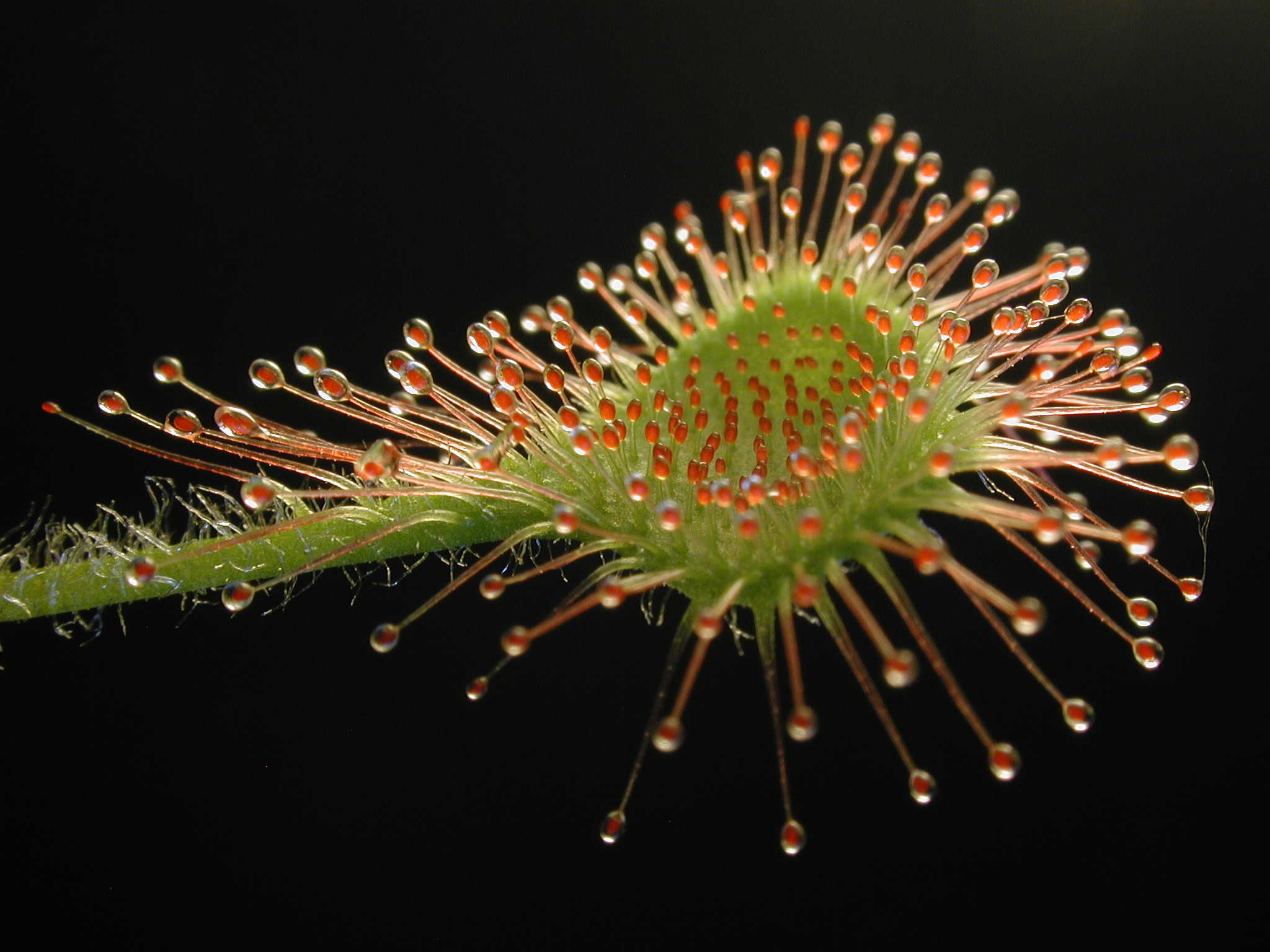
Rosiczka okrągłolistna